# Holcocera villella
Holcocera villella é uma espécie de mariposa do gênero Holcocera pertencente à família Coleophoridae.